# Der Mistkäfer, die Maus und die Grille
Der Mistkäfer, die Maus und die Grille (neapolitanisches Original: Lo scarafone, lo sorece e lo grillo) ist ein Märchen (AaTh 559). Es steht in Giambattista Basiles Sammlung Pentameron als fünfte Erzählung des dritten Tages (III,5). Felix Liebrecht übersetzte Der Mistkäfer, die Maus und das Heimchen.

## Inhalt
Der dumme Nardiello kriegt dreimal vom Vater Geld für Rinder vom Markt und kauft dafür Feen einen Gitarre spielenden Mistkäfer, eine tanzende Maus und eine singende Grille ab. Daheim setzt es Prügel. Ein Fürst verspricht seine Tochter dem, der sie zum Lachen bringt. Das schafft Nardiello mit den Tieren. Doch der Fürst macht ihm zur Bedingung, die Ehe in drei Tagen zu vollziehen, gibt ihm dreimal Schlaftrunk, dann sperrt er ihn zu den Löwen und holt als Bräutigam einen deutschen Fürsten. Dem kriecht nachts der Mistkäfer in den Hintern, das wirkt als Einlauf. Auch Tücher schützen nicht, die Maus beißt ein Loch hinein. Er steckt sich den Holzzapfen eines Kanoniers hinein und bleibt wach, doch die Grille lullt ihn ein und die Maus reibt ihm Senf in die Nase. Er niest, scheißt wieder ein und trifft die Braut mit dem Zapfen. Da kriegt sie Nardiello.

## Bemerkungen
Vgl. bei Basile I,3 Peruonto, III,8 Der Dummling. Basile wiederholt das Motiv des nicht Lachens aus der Rahmenhandlung des Pentameron, das Scheißen des Deutschen malt er genüsslich aus, vgl. V,1 Die Gans. Rudolf Schenda vergleicht in Geneviève Massignons Folktales of France Nr. 14 The Tale of La Ramée, in Felix Karlingers Provenzalische Märchen Nr. 51 Der Hufschmied von Barbaste, in Pia Todorović-Strähls Märchen aus dem Tessin Nr. 27 Die beiden Kesselflicker. Walter Scherf bewundert Basiles Humor bei zugleich intakter Märchenstruktur. Beide Kinder kämpfen mit vergleichbarer Abhängigkeit vom Vater. Dessen nächtliche Eifersucht macht zuletzt auch klar, was seiner Tochter das Lachen nahm. Scherf vergleicht Jean-François Bladés Der Schmied von Fumel, Ignaz Vinzenz und Josef Zingerles Eichhorn, Käfer, Maus, Alexander Nikolajewitsch Afanassjews Die Zarentochter, die nie lächelte. Vgl. Grimms Die goldene Gans, Die treuen Tiere, Jahns Volksmärchen aus Pommern und Rügen Nr. 43 Wie Dummhans für ein Gerstenkorn ein Königreich bekam.